# Syngué sabour. Pierre de patience (film)
Cet article concerne le film. Pour le roman, voir Syngué sabour. Pierre de patience.
Pour plus de détails, voir Fiche technique et Distribution.
Syngué sabour. Pierre de patience (سنگ صبور, Sang-e saboor) est un film franco-germano-afghan réalisé par Atiq Rahimi, sorti en 2012.
Il s'agit d'une adaptation par Atiq Rahimi de son roman éponyme, Syngué sabour. Pierre de patience, publié en 2008, chez P.O.L, ayant obtenu le prix Goncourt la même année.

## Synopsis
Le film retrace les quelques semaines que passe une jeune femme au chevet de son mari, inconscient parce que blessé à la nuque par une balle. L'histoire se passe dans une ville en proie à la guerre civile, qui pourrait être Kaboul. Livrée à elle-même dans un univers hostile, la jeune femme se réfugie avec ses deux filles chez sa tante, une femme indépendante. Mais elle revient quotidiennement dans sa maison prendre soin de son mari. Ces longs moments de veille, entrecoupés par les bruits de la guerre, l'intrusion de miliciens, la visite du mollah, seront l'occasion pour la jeune femme de confier ses états d'âme à son mari et petit à petit de lui livrer ses plus lourds et intimes secrets. Le blessé devient malgré lui syngué sabour, la pierre de patience à qui l'on confie ses souffrances, ses désirs et ses secrets.

## Fiche technique
- Titre : Syngué sabour. Pierre de patience
- Titre original : سنگ صبور (Sang-e saboor)
- Réalisation : Atiq Rahimi
- Scénario : Jean-Claude Carrière et Atiq Rahimi d'après son roman du même nom
- Photographie : Thierry Arbogast
- Montage : Hervé de Luze
- Musique : Max Richter
- Production : Michaël Gentile
  - Coproduction : Gerhard Meixner, Hani Farsi et Roman Paul
  - Production associée : Verona Meier et Lauraine Heftler
- Sociétés de production : The Film, Studio 37, Razor Film Produktion et Arte France Cinéma
- Société de distribution : Le Pacte
- Pays de production :  France,  Allemagne,  Afghanistan
- Langue originale : persan
- Genre : Drame
- Durée : 1 h 42
- Dates de sortie :
  - Canada : 9 septembre 2012 (Festival de Toronto) ; 26 septembre 2013 (Festival de Vancouver)
  - Royaume-Uni : 11 octobre 2012 (Festival de Londres)
  - France : 12 novembre 2012 (Festival d'Arras) ; 17 novembre 2012 (Festival de Sarlat) ; 21 décembre 2012 (Festival des Arcs) ; 20 février 2013 (sortie nationale)
  - Belgique : 20 mars 2013

## Distribution
- Golshifteh Farahani : la femme
- Hamidreza Javdan : l'homme (le mari blessé)
- Hassin Burgan : la tante
- Massi Mrowat : le jeune soldat (bègue)
- Mohamed Al Maghraoui : le mollah
- Malak Djaham Khazal : le voisin
- Faiz Fazli : l'homme armé
- Hatim Seddiki : soldat 1
- Mouhcine Malzi : soldat 2
- Amine Ennaji : soldat 3
- Sabah Benseddik : la prostituée

## Autour du film
- Le film a été tourné en six semaines, une à Kaboul pour certaines scènes d'extérieur de jour et cinq au Maroc[1], dans une ancienne cimenterie du quartier des Roches noires à Casablanca[2]. Le choix du Maroc a été guidé par des impératifs de sécurité, une optimisation des coûts et des difficultés techniques[3].

## Récompenses et distinctions

### Récompenses
- Festival international des jeunes réalisateurs de Saint-Jean-de-Luz 2012 : meilleur film

### Nominations et sélections
- Festival international des jeunes réalisateurs de Saint-Jean-de-Luz 2012 : meilleur réalisateur pour Atiq Rahimi
- Festival du film de Los Angeles 2013
- Festival du film de Sydney 2013 : sélection « Features »
- Festival du film de Tribeca 2013
- Festival international du film de Vancouver 2013
- César 2014 : meilleur espoir féminin pour Golshifteh Farahani